# 劉全禮
劉全禮（1924年—1950年10月1日），中國共產黨員，安東省鳳城縣人，熱河省主席劉多荃長子，東南軍政長官公署第三處第二科上尉參謀，因洪國式吸收入中共中央台灣地工組織從事間諜活動，1950年10月1日槍決於台北市馬場町刑場。

## 生平
劉全禮，安東省鳳城縣人，父親劉多荃為張作霖舊部，跟隨張學良任副師長，西安事變時擔任捉蔣行動總指揮。劉全禮是劉多荃長子，1924年生，1944年黃埔軍校第十九期砲科畢業後，任砲兵第五旅15團少尉排長，1945年任第五十三軍榴彈砲營中尉排長，不久抗戰結束後，劉多荃新任第十二戰區副司令長官，正式成為熱河省政府主席。
1947年傅作義第十二戰區改制張垣綏靖公署，劉多荃任綏靖公署副主任，升二級上將，劉全禮此時在第二綏靖區第三處任上尉參謀，1947年第二次国共内战解放軍冀察熱遼軍區取得熱河大部分領土，1948年2 月劉多荃被罷免熱河省政府主席。1948年底前往香港參加反蔣介石派的組織，隔年宣布投向中國共產黨。
1948年2月劉全禮在國防部第四廳第一處任職上尉參謀，此時劉多荃與國民政府關係轉趨惡劣，1949年2月渡江戰役前夕，劉全禮奉派第五十一軍警衛營副營長，此時國軍已成驚弓之鳥，劉全禮參加突擊隊逃出上海外圍，1949年6月到台灣擔任臺灣警備總司令部參謀長辦公室上尉參謀，東南軍政長官公署成立後，為作戰部第二處上尉參謀。
1949年中共中央局聯絡部計畫來台設立地下組織，派洪國式赴北平研究日本及台灣問題，同年9月轉中共中央局聯絡部移轉洪國式小組劉光典、鄒曙等陸續自香港來台，1949年12月洪國式、郭秉衡奉命來台從事社會調查工作發展組織，郭秉衡負責蒐集軍事情報及策反海空陸軍。中共中央擬利用劉多荃之人脈關係，企圖策反海空陸軍及取得重要軍事情報。
1949年12月12日洪國式抵台，三天後，洪國式即帶著劉多荃的介紹信與劉全禮取得聯繫，吸收劉全禮加入中共中央社會部台灣地下工作組織，並接觸劉多荃舊部錢汾，因為錢汾三位連襟都在空軍服務，洪國式企圖利用錢汾在空軍的人脈策反空軍軍官將領。由於劉全禮在東南軍政長官公署第三處第二科任職上尉參謀，掌管台澎金門等兵力駐地、憲兵裝甲砲兵等兵力駐地、無線電話使用人員姓名代字密碼（包含總統等極機密），對於台灣軍力部署及防務相當了解，在職務上提供洪國式許多重要情資，包含未整編前台灣團以上駐地及54軍裝甲兵駐地情形、21兵團及地4兵團改編後軍隊駐地情形、基隆高雄要塞砲台及駐地、全台駐軍戰力（人馬槍砲）、裝甲兵戰車數、東部地勢軍事價值，並告知洪國式陳誠與孫立人之間的關係不睦等情報。
1949年11月，國防部保密局接獲香港組及台灣省諜報組織查報，中共為加緊攻台之準備，派遣幹員潛台活動，於1949年12月偵悉洪國式自港來台曾於空軍新生社探詢楊文亮之所在，遇保密局人員包文有，包文有見其面生言語唐突，即向臺灣省保安司令部報告，臺灣省保安司令部於是派遣幹員陳琦、包文有、楊文亮與洪國式接觸。陳琦、包文有滲透入該組織內部取得情資。於1950年2月28日保密局在台北車站假裝查驗遊民身份之名，將洪國式等十餘人帶往警局詢問，並假借洪身分證件有問題需人作保，得郭秉衡、鄒曙之情資，復以需要行賄方得放人引誘其供出多人。1950年3月1日在台北、基隆、台中將其餘人逮捕歸案，僅劉光典逃亡。中共中央社會部台灣地下工作組織洪國式小組宣告瓦解。
洪國式被捕後自新，劉全禮身分特殊，由保安司令部少將三謀李立柏親自訊問，劉全禮透漏，除了拉攏高級將領、吸收海空軍，必要時將行刺總統及官員。1950年7月14日中共中央社會部台灣地下工作組織以劉全禮為案頭全案偵結，劉全禮、郭秉衡、張禮大、王平、鄒曙、華震、劉天民、江德興、胡玉麟同案九人因叛亂罪判處死刑，1950年10月1日槍決於台北市馬場町刑場。